# Norco
Norco város az USA Kalifornia államában, Riverside megyében. Lakosainak száma 26 316 fő (2020. április 1.).

## Népesség
A település népességének változása:

| 2010 | 27 063 |
| 2020 | 26 316 |